# Blåpannad markblåkråka
Blåpannad markblåkråka (Atelornis pittoides) är en fågel i familjen markblåkråkor inom ordningen praktfåglar.

## Utseende och läten
Blåpannad markblåkråka är en färgglad, knubbig och långbent fågel med en kroppslängd på 25–29 cm. Båda könen är mycket karakteristiska, med koboltblått huvud, svart ögonmask och ett smalt vitt ögonbrynsstreck kantat i bakre ändan av vitprickiga svarta fjädrar. Hjässfrjädrarna är brunkantade och sparsamt vitfläckiga, medan strupen är vit med blå kanter.
Ovansidan är bronsgrön, stjärten likaså bortsett från himmelsblå yttre stjärtpennor. Handpennorna är mörlbruna med en smal blåvit fläck på handpennetäckarna som syns väl i flykten. Ett rostrött band i nacken sträcker sig nedåt för att forma ett andra bröstband som kantar det blå. Undersidan är vit rostorange flanker. Sången består av ett snabbt bwuup som upprepas långsamt.

## Utbredning och systematik
Fågeln förekommer i regnskog på Madagaskar. Den behandlas som monotypisk, det vill säga att den inte delas in i några underarter.

## Levnadssätt
Blåpannad markblåkråka hittas i regnskog och närliggande buskmarker, där den födosöker i undervegetationen. När den hotas springer den undan eller flyger bara korta sträckor för att sedan snart landa igen. Jämfört med andra markblåkråkor är den lättare att komma nära och mindre skygg.

## Status och hot
Arten har ett stort utbredningsområde, en population med stabil utveckling och tros inte vara utsatt för något substantiellt hot. Utifrån dessa kriterier kategoriserar internationella naturvårdsunionen IUCN arten som livskraftig (LC).

## Bilder

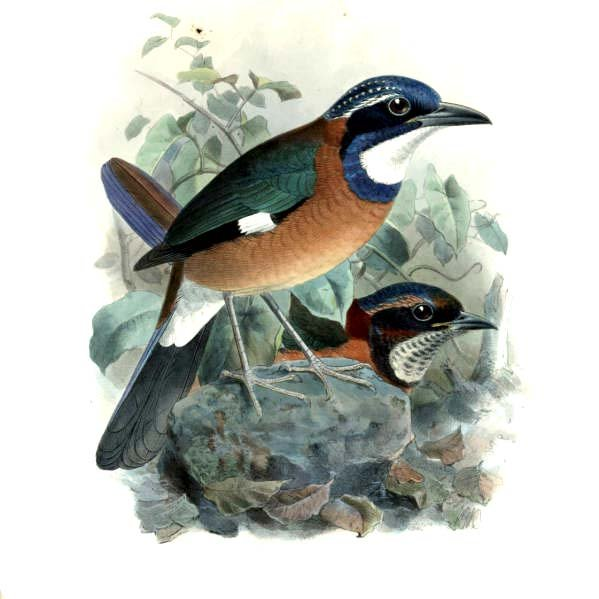
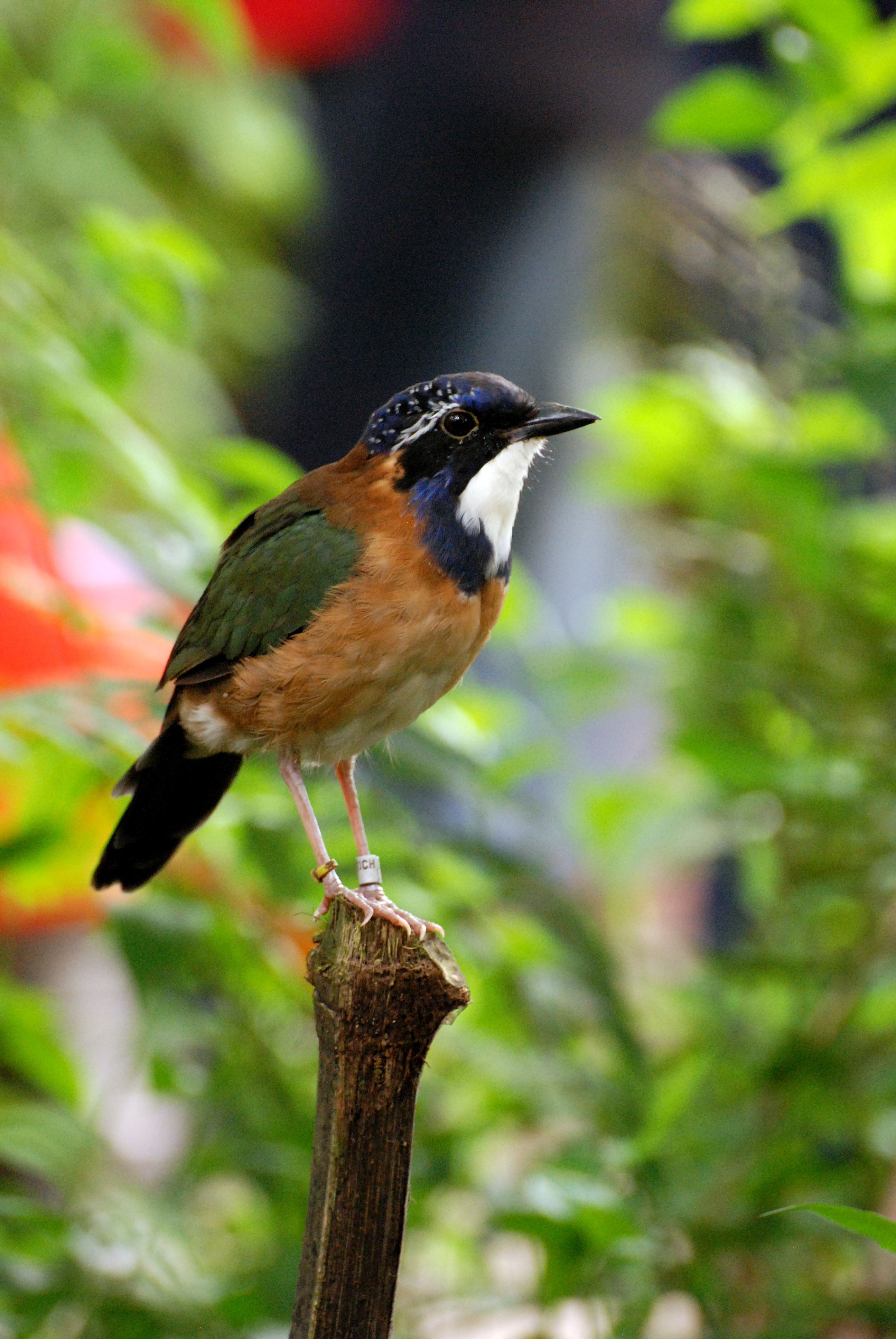
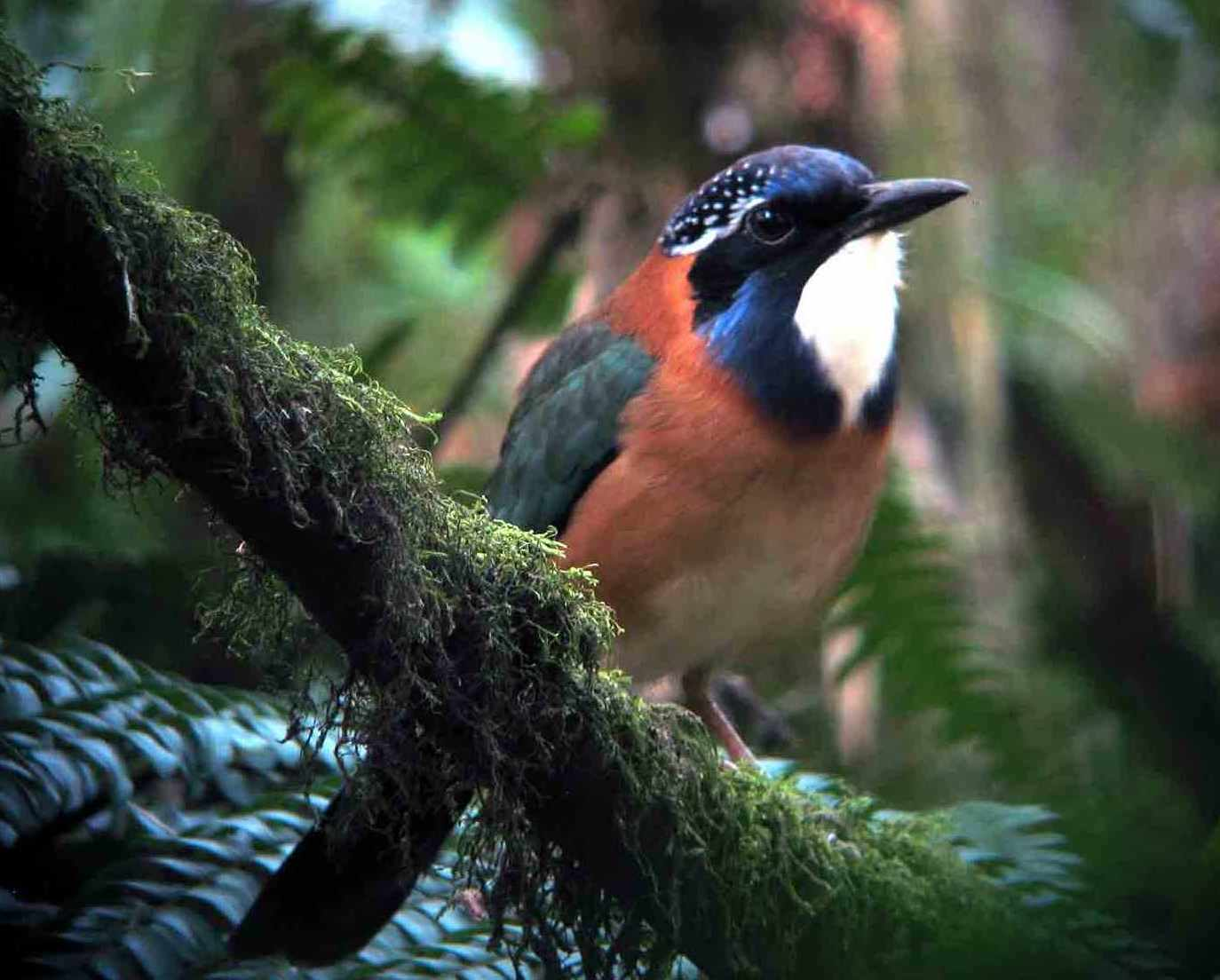
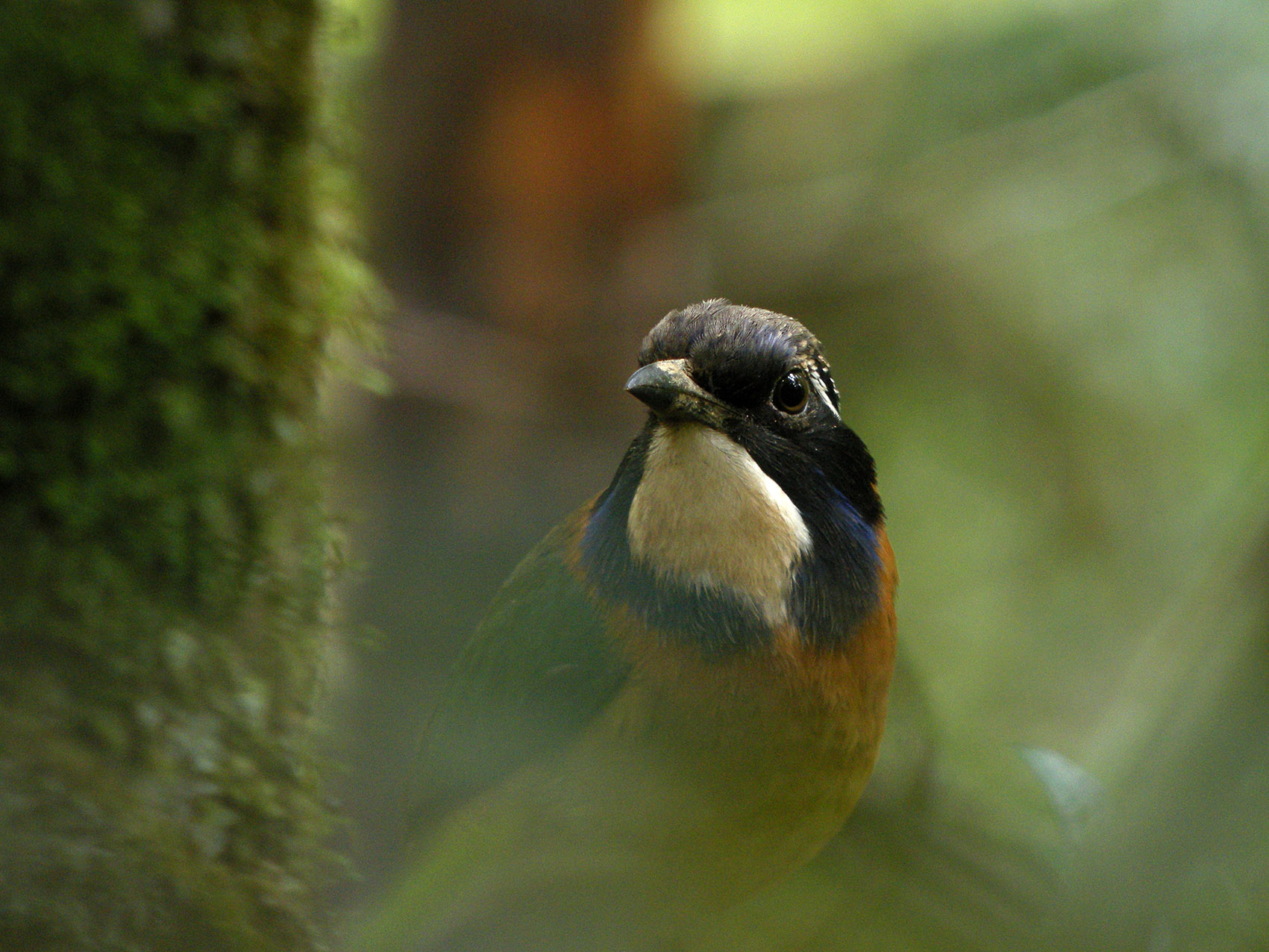